# Format telewizyjny
Format telewizyjny – licencja na produkcję kolejnych wersji audycji telewizyjnej, który jest już lub był produkowany na innym rynku (zwykle: w innym państwie). Kupując format, stacja telewizyjna lub działający na jej rzecz zewnętrzny producent nabywa możliwość legalnego powielenia istniejącego już programu.
Formaty powstają najczęściej na bazie programów, które odniosły duży sukces na swoim macierzystym rynku. Rzadziej są opracowywane przez wyspecjalizowane firmy, które następnie sprzedają je nadawcom i producentom z różnych państw. Handel formatami należy do najszybciej rozwijających się gałęzi międzynarodowego rynku telewizyjnego. Najważniejszym powodem sięgania przez telewizje po formaty jest chęć zminimalizowania ryzyka związanego z wprowadzaniem do swojej oferty nowych programów. Adaptując popularny w innych krajach format, stacja ma nadzieję na powtórzenie jego sukcesu na swoim rynku. Gatunkiem telewizyjnym, w którym zjawisko formatów ma najdłuższe tradycje, są teleturnieje i programy rozrywkowe. W ogromnej większości na formatach oparte są reality shows. W ostatnich latach taki sposób produkcji staje się także coraz bardziej popularny w odniesieniu do seriali.
Największymi na świecie specjalistycznymi targami programów telewizyjnych, na których prezentowane są i nabywane m.in. formaty, są MIPTV, odbywające się co roku w Cannes.

## Przykłady programów realizowanych w oparciu o formaty
Teleturnieje
- Who Wants to Be a Millionaire?: wersja brytyjska (oryginalna): Who Wants to Be a Millionaire?, wersja amerykańska: Who Wants to Be a Millionaire, wersja niemiecka: Wer Wird Millionär?, wersja austriacka: Die Millionenshow, wersje australijskie: Who Wants to Be a Millionaire? i Millionaire Hot Seat, wersja francuska: Qui veut gagner des millions?, wersja hiszpańska: ¿Quién quiere ser millonario?, wersja hinduska (hindi): Kaun Banega Crorepati, wersja polska: Milionerzy;
- Are You Smarter than a 5th Grader?: wersja amerykańska (oryginalna): Are You Smarter than a 5th Grader?, wersja brytyjska: Are You Smarter than a 10 Year Old?, wersja polska: Czy jesteś mądrzejszy od 5-klasisty?;
- Wheel of Fortune: wersja amerykańska (oryginalna): Wheel of Fortune, wersja brytyjska: Wheel of Fortune, wersja niemiecka: Glücksrad, wersja hiszpańska: La ruleta de la fortuna, wersja polska: Koło fortuny;
- The Money Drop: wersje brytyjskie: The Million Pound Drop (oryginalna) i The £100K Drop, wersja amerykańska: Million Dollar Money Drop, wersja hiszpańska: Atrapa un Millón, wersja polska: Postaw na milion;
- Family Feud: wersja amerykańska (oryginalna): Family Feud, wersja brytyjska: Family Fortunes, wersja polska: Familiada.
- Jeopardy!:  wersja amerykańska (oryginalna): Jeopardy!,   wersja niemiecka: Jeopardy!, wersje australijskie: Jeopardy!, wersja polska:  Va Banque!

Talent show
- Got Talent: wersja amerykańska: America’s Got Talent (oryginalna), wersja brytyjska: Britain’s Got Talent, wersja polska: Mam talent!;
- Idol: wersja amerykańska: American Idol, wersja brytyjska: Pop Idol (oryginalna), wersja francuska: Nouvelle Star, wersja polska: Idol;
- The Voice: wersje niderlandzkie: The Voice of Holland (oryginalna), The Voice Kids i The Voice Senior, wersja amerykańska (anglojęzyczna): The Voice, wersje brytyjskie: The Voice, The Voice Kids, The Voice V.I.P., wersje meksykańskie: m.in. La Voz, wersje polskie: The Voice of Poland, The Voice Kids i The Voice Senior;
- w tym celebrity talent show:
  - Dancing with the Stars: wersja brytyjska (oryginalna): Strictly Come Dancing, wersja amerykańska: Dancing with the Stars, wersja polska: Taniec z gwiazdami;
  - Your Face Sounds Familiar: wersja hiszpańska (oryginalna): Tu cara me suena, wersje włoskie: m.in. Tale e Quale Show, wersja rumuńska: Te cunosc de undeva!, wersja polska: Twoja twarz brzmi znajomo.

Reality competition
- Big Brother: wersja niderlandzka (oryginalna): Big Brother, wersje brytyjskie: m.in. Big Brother i Celebrity Big Brother, wersja polska: Big Brother;
- Survivor: wersja szwedzka (oryginalna): Expedition Robinson, wersja amerykańska: Survivor, wersje polskie: Wyprawa Robinson i Wyspa przetrwania;
- MasterChef: wersje brytyjskie: MasterChef (oryginalna) i Celebrity MasterChef, wersje amerykańskie: m.in. MasterChef, wersje polskie: MasterChef, MasterChef Junior i MasterChef Nastolatki.

Reality show
- Undercover Boss: wersja brytyjska (oryginalna): Undercover Boss, wersja amerykańska: Undercover Boss, wersja polska: Kryptonim szef;
- The Real Housewives: wersje amerykańskie: m.in. The Real Housewives of Orange County (oryginalna), The Real Housewives of New York City, The Real Housewives of Atlanta, wersje brytyjskie: m.in. The Real Housewives of Cheshire, wersja polska: The Real Housewives. Żony Warszawy.

Seriale
- Don Matteo (polska wersja: Ojciec Mateusz)
- Yo Soy Betty, La Fea (polska wersja: BrzydUla)
- Unter Uns (polska wersja: Na Wspólnej)
- Un gars, une fille (polska wersja: Kasia i Tomek)
- Rules of Engagement (polska wersja: Reguły gry)
- Everybody Loves Raymond (polska wersja: Wszyscy kochają Romana)
- Camera Café (polska wersja: Camera Café)
- Komisarz Rex (polska wersja: Komisarz Alex)

## Polskie formaty za granicą
Niektóre polskie programy telewizyjne zostały następnie przekształcone w formaty sprzedane lub oferowane do innych krajów. Dużym sukcesem okazała się sprzedaż formatu powstałego na bazie serialu M jak miłość, którego rosyjska wersja pt. Lubow kak lubow zdobyła uznanie widzów, a także teleturnieju Gra w ciemno, który doczekał się swojej lokalnej wersji w co najmniej pięciu różnych krajach czy serialu Ranczo, którego estoński odpowiednik Naabriplika gościł w tamtejszej telewizji przez siedem lat.
| Polska wersja          | Polska wersja               | Polska wersja | Polska wersja      | Zagraniczne wersje | Zagraniczne wersje                  | Zagraniczne wersje | Zagraniczne wersje | Zagraniczne wersje |
| Tytuł                  | Rodzaj                      | Kanał         | Emisja             | Kraj               | Tytuł                               | Kanał              | Emisja             | Źr.                |
| ---------------------- | --------------------------- | ------------- | ------------------ | ------------------ | ----------------------------------- | ------------------ | ------------------ | ------------------ |
| Awantura o kasę        | teleturniej                 | Polsat        | 2002–2005, od 2024 | Nowa Zelandia      | Cash Battle                         | TV2                | 2005               | [ 3 ]              |
| Dom nad rozlewiskiem   | serial obyczajowy           | TVP1          | 2009               | Łotwa              | Māja pie ezera                      | LTV                | 2015               | [ 4 ]              |
| Glina                  | serial kryminalny           | TVP1          | 2004; 2008         | Rosja              | Morozow (Морозов)                   | Pierwyj kanał      | 2007               | [ 5 ]              |
| Gra w ciemno           | teleturniej                 | Polsat        | 2005–2007          | Czechy             | Naslepo                             | ČT1                | 2008               | [ 7 ] [ 8 ]        |
| Gra w ciemno           | teleturniej                 | Polsat        | 2005–2007          | Grecja             | Lefta sta tyfla (Λεφτά στα τυφλά)   | Mega Channel       | 2006–2007          | [ 9 ] [ 10 ]       |
| Gra w ciemno           | teleturniej                 | Polsat        | 2005–2007          | Hiszpania          | El negociador                       | TVE                | 2007–2008          | [ 7 ] [ 11 ]       |
| Gra w ciemno           | teleturniej                 | Polsat        | 2005–2007          | Wietnam            | Thử tài thách trí                   | HTV7               | 2011–2016          | [ 12 ] [ 13 ]      |
| Gra w ciemno           | teleturniej                 | Polsat        | 2005–2007          | ZEA                | Al-Mufāwiḍ (المفاوض)                | Dubai TV           | 2010               | [ 14 ] [ 15 ]      |
| Kryminalni             | serial kryminalny           | TVN           | 2004–2008          | Litwa              | Kriminalistai                       | LNK                | 2013               | [ 16 ]             |
| Kryminalni             | serial kryminalny           | TVN           | 2004–2008          | Rosja              | Komanda Cze (Команда Че)            | REN TV             | 2011               | [ 5 ]              |
| M jak miłość           | serial obyczajowy           | TVP2          | od 2000            | Rosja              | Lubow kak lubow (Любовь как любовь) | Pierwyj kanał      | 2006–2007          | [ 2 ] [ 5 ]        |
| Przepis na życie       | serial obyczajowo-komediowy | TVN           | 2011–2013          | Litwa              | Gyvenimo receptai                   | LNK                | 2014–2016          | [ 17 ] [ 18 ]      |
| Ranczo                 | serial obyczajowo-komediowy | TVP1          | 2006–2016          | Estonia            | Naabriplika                         | Kanal 2            | 2013–2019          | [ 19 ] [ 20 ]      |
| Świat według Kiepskich | serial komediowy            | Polsat        | 1999–2023          | Ukraina            | Niepruchi (Непрухи)                 | TRK Ukraina        | 2010               | [ 5 ]              |